# الجلمة (حماة)
الجلمة قرية تتبع منطقة محردة في محافظة حماة في سوريا.
بلغ عدد سكانها 3970 نسمة حسب تعداد عام 2004 الذي أجراه المكتب المركزي للإحصاء.

## التاريخ
في يوم 4 آذار (مارس) عام 2012، قامت قوات جيش نظام الأسد باقتحام القرية وقتلت الشاب عدنان صطوف المحميد، وحرقت منزلين لناشطين فيها.